# Elecciones generales de Granada de 1995
Las elecciones generales de Granada de 1995 tuvieron lugar el 20 de junio del mencionado año con el objetivo de renovar los 15 escaños de la Cámara de Representantes, con base en cuya composición se integró el Senado, configurando el Parlamento de Granada para el período 1995-2000. Se trató de los cuartos comicios que tenían lugar en Granada desde su independencia del Reino Unido en 1974, así como los terceros desde la invastión estadounidense de 1983. Fueron también las undécimas elecciones bajo sufragio universal en el país.
El gobierno del Congreso Nacional Democrático (NDC), encabezado por Nicholas Brathwaite, llegó al año 1995 con su popularidad profundamente debilitada por el alto desempleo y una serie de huelgas en el sector público y portuario. Consciente de su impopularidad, Brathwaite dimitió el 1 de febrero, dejando en el cargo a George Brizan (líder fundador del partido y hasta entonces ministro de Finanzas). El Partido Nacional (TNP) del ex primer ministro Ben Jones, que había formado parte del gobierno pero luego lo había abandonado, y el Partido Laborista Unido de Granada (GULP) del ex primer ministro Eric Gairy, también enfrentaron un profundo desgaste. Mientras tanto, el Nuevo Partido Nacional (NNP), que ante una serie de escisiones había resultado diezmado en las elecciones anteriores, concurrió reforzado bajo el liderazgo de Keith Mitchell, con una campaña centrada en el equilibrio fiscal, la generación de empleos y la abolición del impuesto sobre la renta, que el NDC había introducido.
Beneficiándose de la división de votos entre los demás partidos y de la impopularidad del gobierno, el NNP obtuvo una ajustada victoria con un 32,34% de los votos y una mayoría absoluta de 8 de los 15 escaños, garantizando la elección de Mitchell como primer ministro. El NDC se ubicó en segundo puesto con un 30,59% y logró 5 escaños, garantizándole a Brizan el cargo de líder de la Oposición. El GULP, hasta entonces principal partido de la oposición, obtuvo solo el 26,56% de los votos y retuvo solo dos circunscripciones, constituyendo la primera elección en la historia de Granada la que los laboristas no se ubicaban en primer o segundo lugar, así como la última hasta la fecha en la que obtuvieron representación parlamentaria. El TNP perdió todos sus escaños y obtuvo solo el 6,47% de los votos, mientras que el izquierdista Movimiento Patriótico Maurice Bishop (MBPM) obtuvo el 1,59% y ninguno de sus candidatos resultó electo. La participación, que ya había decaído en las anteriores elecciones, cayó a un 61,74% del electorado registrado.
Mitchell asumió como primer ministro el 22 de junio. Dos intentos de realizar una moción de censura en su contra fracasaron en 1997, aunque su mayoría reducida lo llevaría a adelantar las elecciones en 1999. Fueron las últimas elecciones en las que un partido que no fuera el NNP o el NDC obtuvo representación parlamentaria.

## Antecedentes
Las elecciones generales de 1990 resultaron en una ajustada victoria para el Congreso Nacional Democrático (NDC), liderado por Nicholas Brathwaite, que se convirtió en el partido más grande del Parlamento con 7 de los 15 escaños. El NDC era un partido liberal fundado antes de las elecciones por George Brizan y Francis Alexis, y había elegido a Brathwaite (jefe de Gobierno interino tras la invasión de Granada por parte de los Estados Unidos en 1983). En los comicios se benefició de la división del partido gobernante (el Nuevo Partido Nacional) entre El Partido Nacional (TNP) del primer ministro Ben Jones, y el NNP original encabezado por Keith Mitchell, así como la presencia del Partido Laborista Unido de Granada (GULP) liderado por el ex primer ministro Eric Gairy. Debido a que el NDC no había logrado una mayoría propia, debió formar un gobierno de coalición con el TNP. Los primeros meses del nuevo gobierno estuvieron marcados por el fracaso de la última apelación de los catorce dirigentes del Gobierno Popular Revolucionario (1979-1983) implicados en el asesinato de Maurice Bishop, en particular Bernard Coard y Hudson Austin (líderes del golpe contra Bishop en octubre de 1983). Sin embargo, tras una serie de apelaciones por parte de organizaciones internacionales de derechos humanos, el gobierno de Brathwaite decidió conmutar las sentencias de muerte a cadena perpetua para los catorce acusados.
El NDC había ganado las elecciones con una plataforma crítica con la política económica del gobierno de Herbert Blaize (fallecido en diciembre de 1989, tres meses antes de las elecciones) y un tono «liberal progresista», denunciando el alto desempleo con el que había terminado la década anterior. Sin embargo, el gobierno de Brathwaite mantuvo el enfoque neoliberal de sus predecesores, apoyándose en los consejos del Fondo Monetario Internacional y el Banco Mundial. A pesar de haber prometido durante su campaña que no lo haría, el gobierno de Brathwaite implementó severas medidas de ajuste estructural, con privatizaciones masivas y legislaciones que los sindicatos (que habían sido una importante fuente de apoyo para el NDC en las elecciones) denunciaron como regresivas en materia de derechos laborales. Una ley aprobada en 1993 otorgó al gobierno el derecho de crear un tribunal con facultades para dictar sentencias «vinculantes y definitivas» cuando se considerara que un conflicto laboral era «de interés vital para el Estado». Aunque el gobierno declaró que la intención de la ley era garantizar la reincorporación de trabajadores despedidos por actividades sindicales, los sindicatos consideraron que la ley era una intromisión del Estado que violaba el derecho a huelga.
Aunque el GULP había sido el segundo partido más votado y con más escaños en las elecciones de 1990, el laborismo granadino había profundizado su declive en votos y el panorama opositor pareció dominado desde el principio por el Nuevo Partido Nacional, presidido por el parlamentario Keith Mitchell. Durante los siguientes años, una serie de encuestas concluyeron en que Mitchell era el líder político más popular del país y que el NNP había recuperado la mayor parte del electorado perdido. Mitchell había asumido un papel destacado en el Parlamento al denunciar casos de corrupción en las filas del NDC y en criticar el enfoque de las privatizaciones, afirmando que el gobierno no estaba haciendo lo necesario para asegurarse de que las empresas privatizadas «se retuvieran en manos granadinas el mayor tiempo posible». A finales de 1993, Mitchell encabezó una serie de marchas lideradas por el NNP en contra de los planes del gobierno de Brathwaite para privatizar la empresa estatal de electricidad, GRENLEC, que ayudaron a elevar su perfil como principal dirigente opositor.
Para mediados de 1994, las denuncias de prácticas corruptas dentro de los partidos políticos y la impopularidad del programa de ajuste debilitaron la posición de Brathwaite. En agosto de ese mismo año, el primer ministro anunció su dimisión, citando la necesidad de un liderazgo más fuerte para encarar el complejo cuadro económico antes de los siguientes comicios. La renuncia de Brathwaite desató una hasta entonces contenida lucha de poder entre George Brizan y Francis Alexis por el control del NDC, que se plasmó en la organización de una accidentada convención partidaria el 4 de septiembre. Brizan derrotó a Alexis por estrecho margen, con 230 votos contra 204, volviendo al cargo de líder del NDC que había cedido a Brathwaite cinco años atrás. En enero de 1995, Brathwaite anunció que dejaría formalmente el cargo a Brizan, decisión que se hizo efectiva el 1 de febrero. Faltando tan solo unos pocos meses para las siguientes elecciones, Brizan intentó centrar rápidamente el discurso del gobierno en los informes favorables del FMI sobre la situación financiera y la inminente aplicación del impuesto sobre la renta. A principios de mayo, dos semanas antes de la fecha límite del mandato constitucional, Brizan solicitó al Gobernador General Reginald Palmer la disolución del Parlamento y la convocatoria a elecciones generales.

## Sistema electoral
| Mapa                    | Circunscripción               | Parlamentarios (1990) | Parlamentarios (1990) | Parlamentarios (1990) |
| ----------------------- | ----------------------------- | --------------------- | --------------------- | --------------------- |
|                         | Carriacou y Pequeña Martinica | Nicholas Brathwaite   |                       | NDC                   |
| Saint Andrew North East | Lawrence Gibbs                |                       | GULP                  |                       |
| Saint Andrew North West | Alleyne Walker                |                       | TNP                   |                       |
| Saint Andrew South East | Winifred Strachan             |                       | GULP                  |                       |
| Saint Andrew South West | Ben Jones                     |                       | TNP                   |                       |
| Saint David             | Michael A. Andrew             |                       | NDC                   |                       |
| Ciudad de Saint George  | Joan Purcell                  |                       | NDC                   |                       |
| Saint George North East | George Brizan                 |                       | NDC                   |                       |
| Saint George North West | Keith Mitchell                |                       | NNP                   |                       |
| Saint George South      | Phinsley St. Louis            |                       | NDC                   |                       |
| Saint George South East | Francis Alexis                |                       | NDC                   |                       |
| Saint John              | Edzel Thomas                  |                       | GULP                  |                       |
| Saint Mark              | Malcolm Antoine               |                       | NNP                   |                       |
| Saint Patrick East      | Winston Frederick             |                       | GULP                  |                       |
| Saint Patrick West      | Kenny Lalsingh                |                       | NDC                   |                       |

Los comicios se realizaron bajo el texto constitucional instaurado en 1974 y la Ley de Elecciones para la Cámara de Representantes de 1993. Bajo las disposiciones vigentes, Granada era una monarquía parlamentaria en el marco de la Mancomunidad de Naciones, con Isabel II como jefa de estado representada localmente por un Gobernador General, mientras que la jefatura de gobierno residía en un primer ministro y su gabinete dependientes de la confianza del Parlamento. El sistema parlamentario granadino estaba modelado en torno al sistema Westminster, compuesto por una Cámara de Representantes elegida por voto popular y un Senado designado basándose en la composición de la Cámara. Las elecciones generales se realizarían cada cinco años, aunque el Parlamento podía ser disuelto para convocar a elecciones anticipadas antes del final del mandato.
Todos los ciudadanos de la Mancomunidad de Naciones con residencia permanente en Granada que fueran mayores de dieciocho años tendrían derecho a voto. El sistema electoral para las elecciones a la Cámara de Representantes sería el escrutinio mayoritario uninominal. El país estaba dividido en quince circunscripciones, cada una de las cuales estaría representada por un miembro del Parlamento elegido a simple mayoría de votos. Todos los electores calificados con domicilio o residencia en el país o residencia durante al menos doce meses inmediatamente antes de la votación y que supieran leer y hablar en inglés con fluidez tendrían derecho a presentarse como candidatos. Quedarían excluidos los que tuvieran una quiebra no liquidada, debieran lealtad a un estado extranjero, fueran declarados mentalmente insanos o pesara sobre ellos una sentencia de muerte o prisión superior a un año, así como determinados funcionarios del gobierno. El potencial candidato debía presentar el aval de seis electores registrados en su circunscripción y un depósito monetario de EC$300. Si el candidato obtenía menos del 12,5% de los votos, el depósito sería entregado al Estado.
El partido político que obtuviera una mayoría en la Cámara de Representantes o lograse reunir los respaldos para gozar de la confianza del cuerpo tendría derecho a formar gobierno, y su líder sería nombrado primer ministro. Al líder del partido con más escaños que no formara parte del gobierno le correspondería el cargo de líder de la Oposición. El Senado sería designado por el Gobernador General después de las elecciones. Se designarían siete senadores nombrados por consejo del primer ministro, tres por consejo del líder de la Oposición y tres independientes por consejo del primer ministro después de haber consultado con grupos de la sociedad.

## Partidos y candidaturas
La elección vio un número récord de candidaturas con 82, superando el establecido por los anteriores comicios, con hasta 11 de los 15 parlamentarios en ejercicio optaron por la reelección y manteniéndose hasta la fecha como el mayor número de candidatos en cualquier elección granadina. El Congreso Nacional Democrático, el Nuevo Partido Nacional y el Partido Laborista Unido de Granada fueron los únicos tres partidos que presentaron candidaturas en todas las circunscripciones, mientras que El Partido Nacional y el Movimiento Patriótico Maurice Bishop disputaron doce escaños cada uno. El pequeño Partido Republicano Unido, liderado por Antonio Langdon, disputó siete circunscripciones (una por debajo de lo necesario para aspirar a una mayoría absoluta). El partido GOD disputó tres escaños y hubo tres candidatos independientes. Once de los quince parlamentarios en ejercicio optaron por la reelección, aunque Joan Purcell (hasta entonces parlamentaria por la Ciudad de Saint George) se cambió a la circunscripción de Carriacou y Pequeña Martinica, que el ex primer ministro Nicholas Brathwaite dejaba vacante.
| Circunscripción               | NDC                | GULP              | NNP              | TNP               | MBPM             | URP                | GOD             | Independientes  |
| ----------------------------- | ------------------ | ----------------- | ---------------- | ----------------- | ---------------- | ------------------ | --------------- | --------------- |
| Carriacou y Pequeña Martinica | Joan Purcell       | Winston T. Fleary | Tobias Clement   | Michael Caesar    |                  |                    |                 | Elvin Nimrod    |
| Saint Andrew North East       | Livingston Nelson  | Joseph McGuire    | Oliver Archibald | Alleyne Walker    | Oscar Andall     | Dolton Charles     | Kenrick Gooding |                 |
| Saint Andrew North West       | Paul Francis       | Selwyn Humphrey   | Laurina Waldron  | Allan McGuire     | Jerome Pierre    |                    |                 |                 |
| Saint Andrew South East       | Norton Noel        | Clarence Rapier   | Wilton Rougier   | Winifred Strachan |                  |                    |                 |                 |
| Saint Andrew South West       | Ann Peters         | Michael Baptiste  | Richard Lewis    | Ben Jones         | George Radgman   |                    |                 |                 |
| Saint David                   | Michael Andrew     | Jerome Romain     | Joslyn Whiteman  | Marcia Williams   | Wilton Allard    | Peter Thomas       |                 |                 |
| Ciudad de Saint George        | Kent Joseph        | Raymond Anthony   | Raphael Fletcher | Keith Patrick     | Peggy Nestfield  | Carlyle Jones      |                 |                 |
| Saint George North East       | George Brizan      | Wilfred Lewis     | Roger Radix      |                   | Valentine Joseph |                    | Cleo Peters     | Denis Joseph    |
| Saint George North West       | Siddiqui Sylvester | Bauxton Francois  | Keith Mitchell   |                   |                  | Antonio Langdon    |                 |                 |
| Saint George South            | Phinsley St. Louis | Eric Gairy        | Mark Isaac       | Dorset Charles    | Richard Peters   | Mertice Reece      |                 |                 |
| Saint George South East       | Francis Alexis     | Lincoln St. Louis | Gregory Bowen    | Gordon Williams   | Brian Lindsay    |                    |                 |                 |
| Saint John                    | Edzel Thomas       | Hebert Preudhomme | Grace Duncan     |                   | Peter Small      | Sam Kee            |                 |                 |
| Saint Mark                    | Henry DeAllie      | Reginald Francis  | William Dewsbury | Ronald Stracker   | Terry Marryshow  |                    | Justin McBurnie | Albert Forsythe |
| Saint Patrick East            | Tillman Thomas     | Crawford Best     | Adrián Mitchell  | Nathaniel Henry   | Desmong Thomas   | Stolmeyer Thompson |                 |                 |
| Saint Patrick West            | Kenny Lalsingh     | Donville Neckles  | Lennox Jerome    | Denis Canning     |                  |                    |                 |                 |

## Campaña
La campaña se consideró mucho más animada que la de las anteriores elecciones, en las cuales se había percibido una mayor apatía, aunque sin volver a los niveles de 1984. La contienda estuvo dominada por la intervención de los medios de comunicación masivos (la televisión y la radio). Aunque el oficialismo controló ciertos espacios reservados para el gobierno, por primera vez se permitió un espacio de tiempo asignado a todos los partidos políticos para que pudieran difundir su mensaje. Se organizaron también conversatorios en los centros comunitarios en la mayoría de las localidades, y militantes de los partidos emplearon sesiones de rap para difundir mensajes a favor de sus fuerzas políticas. Sin embargo, la mayoría de los partidos no tuvieron diferencias sustanciales en su discurso ideológico, y en general apoyaron continuar con el rumbo económico establecido, criticando aspectos puntuales de su impacto social. El principal foco de debate fue el impuesto sobre la renta instaurado por el gobierno, que la oposición se comprometió a abolir. De este modo, la falta de una disputa ideológica concreta y la precaria situación social condujo a que muchos granadinos se desencantaran con los partidos políticos, y la mayoría de las encuestas reportaron que ninguno había logrado recabar un apoyo significativo.
El oficialista Congreso Nacional Democrático centró su campaña en la estabilidad y la posición de Granada ante la comunidad internacional. Contrarrestado por la baja de la popularidad del gobierno durante la última etapa del mandato de Brathwaite y el impacto social negativo de varias de sus políticas (fundamentalmente un desempleo de 26%), el primer ministro George Brizan había dedicado sus primeras semanas en el cargo a poner fin al programa de ajuste, afirmando que ya no era necesario profundizarlo, y luego buscó explotar los informes favorables presentados por el Fondo Monetario Internacional y el Banco Mundial, anticipando que la economía granadina se recuperaría en poco tiempo y que muchas de las medidas impopulares habían sido necesarias para cumplir determinadas metas. Brizan también explotó sus amplias conexiones internacionales, buscando retratarse como el candidato que los mercados exteriores tomarían más en serio. No obstante, el NDC tuvo que encarar las elecciones con su credibilidad ante la juventud notoriamente afectada y una serie de conflictos internos entre Brizan y Francis Alexis, su cofundador, que abandonaría el partido después de los comicios.
Por su parte, el Nuevo Partido Nacional concurrió a los comicios reforzado por el liderazgo estable de Keith Mitchell, centrando su campaña en criticar el desempeño económico del NDC y denunciar corrupción en sus filas. Mitchell enfocó su discurso en el desempleo, buscando acceder a los votantes más jóvenes (un 60% del electorado) y acusando al gobierno de maquillar las cifras. El NNP se comprometió a reducir los impuestos, en particular abolir el impuesto sobre la renta, prefiriendo un enfoque en el desarrollo económico como una vía más óptima para conseguir ingresos. Mitchell también denunció el aumento de la criminalidad armada durante el gobierno del NDC, prometiendo combatir la delincuencia con una política conservadora de mano dura, incluyendo la reactivación de la pena de muerte por asesinato, declarando durante una entrevista: «creo que cuando un hombre se sienta y planea quitarle la vida a otro hombre, también debe planificar cómo perder la suya». Aunque se manifestó a favor de las privatizaciones, Mitchell se comprometió a recomprar algunas empresas clave privatizadas por el gobierno del NDC, como GRENLEC (Grenada Electricity Services), argumentando que el gobierno de un país pequeño debía controlar ciertos servicios esenciales, como la generación de energía.
El Partido Laborista Unido de Granada, liderado por el ex primer ministro Eric Gairy, realizó un amplio despliegue para recuperar fuerza electoral y, durante algunas semanas, medios de comunicación locales e internacionales consideraron factible que el GULP volviera al poder por primera vez desde la Revolución. En general, como todas sus campañas, se recurrió a un discurso personalista en torno a la figura de Gairy, el cual se enfocó en atraer a su antigua base de votantes rurales empobrecidos, unas de las principales víctimas del alto desempleo. No obstante, el GULP enfrentaba todavía un fuerte desprestigio entre los votantes que habían vivido el período del régimen autoritario previo a la Revolución. Asimismo, Gairy ya tenía 73 años y estaba casi completamente ciego (moriría solo dos años después de las elecciones), lo que sembró dudas sobre su capacidad de gobernar. Por su parte, El Partido Nacional del ex primer ministro Ben Jones, compitió debilitado por una serie de deserciones internas, aunque todavía se presuponía que Jones podría retener su escaño y tomar un papel en la formación de un nuevo gobierno si ningún partido sumaba una mayoría.
Indiscutidamente, el izquierdista Movimiento Patriótico Maurice Bishop era el partido más ideológico en la contienda. Presidido por el intelectual Terry Marryshow, la formación concurrió a las elecciones con un discurso enfocado en la reivindicación del líder revolucionario Maurice Bishop (gobernante entre 1979 y 1983) y sostuvo un enfoque duramente crítico con el modelo económico vigente, con Marryshow declarando en múltiples ocasiones que «una nueva revolución» era inevitable en Granada. Sin embargo, su retórica fue vista como arcaica, pasada de moda y en gran medida inaplicable por varios votantes, y aunque encuestas realizadas en el período electoral mostraron que la reivindicación de la figura de Bishop estaba experimentando un resurgimiento entre la juventud granadina, el MBPM no fue capaz de capitalizar esto en votos.
El 7 de junio tuvo lugar el primer debate televisado entre candidatos electorales en la historia de Granada. El mismo fue auspiciado por la Organización de Estados Americanos y contó con la participación de los líderes de los cinco partidos que disputaban una mayoría absoluta: Brizan por el NDC, Mitchell por el NNP, Jones por el TNP, Gairy por el GULP y Marryshow por el MBPM. El moderador fue Paul Scoon, que había sido Gobernador General entre 1978 y 1992, ejerciendo el cargo durante los gobiernos de todas las fuerzas políticas (incluyendo el régimen socialista) y había jugado un papel clave en la invasión de Granada. Se hizo a los cinco participantes una de quince preguntas (previamente acordadas pero sin decir a los líderes partidarios cuál le tocaría a cada uno), con diez minutos para dar su respuesta. Luego, Scoon haría a los líderes la misma pregunta sobre los principales puntos de su programa de gobierno para llevar a Granada al siglo XXI. Finalmente, los candidatos tendrían cinco minutos para refutar afirmaciones del otro. Al cierre del debate, Scoon remarcó la importancia histórica del evento y llamó a la población a votar, remarcando que «no hay representación sin participación».

## Resultados

### Nivel general
Las elecciones resultaron en un sorpresivo triunfo para el Nuevo Partido Nacional, liderado por Keith Mitchell, que logró un 32,34% de los votos válidamente emitidos y una mayoría absoluta de un escaño al imponerse en ocho de las quince circunscripciones, lo que garantizó la elección de Mitchell como primer ministro. En general, los principales triunfos del NNP fueron en la región occidental de la isla principal, con triunfos relativamente holgados en las parroquias de Saint George, Saint John y Saint Mark. Su victoria más aplastante fue en Saint George North West, donde Keith Mitchell retuvo su escaño con un 69,58 % de los votos (lo que fue por lejos el mejor resultado para cualquier candidato en la jornada), siendo la última ocasión hasta 2022 en la que obtuvo menos del 75 % de los votos. La mayoría del NNP se definió en el noreste de la isla por un margen sumamente estrecho, imponiéndose ante el GULP en tres circunscripciones (Saint Andrew North East, Saint Andrew North West y Saint Patrick East) por menos de 45 votos, así como en la circunscripción urbana de la Ciudad de Saint George, donde Raphael Fletcher se impuso ante Kent Joseph (del NDC) por solo 43 votos. La victoria de Laurina Waldron en Saint Andrew North West, con un 29,95% de los sufragios válidos, permanece hasta la fecha como el porcentaje de votos más bajo con el que un candidato ha sido electo al Parlamento de Granada. El peor resultado para el NNP fue en Carriacou y Pequeña Martinica, donde Tobias Clement obtuvo el 6,50 % de los votos, convirtiéndose en el único candidato del partido que perdió su depósito y, hasta la fecha, en el último postulante del NNP en cualquier circunscripción que no ha logrado retenerlo.
Por su parte, el gobernante Congreso Nacional Democrático sufrió una dura derrota al perder el gobierno, pero logró recibir el 30,59 % de los votos y 5 escaños, permaneciendo como segundo partido más grande del país. El primer ministro George Brizan fue el candidato del NDC con mejor desempeño (así como el segundo mejor en general después de Mitchell) al retener su escaño en Saint George North East con un 50,94 % de los votos, lo que le permitió asumir como líder de la Oposición en la Cámara. Le siguió Francis Alexis en Saint George South East con un 44,56 %. Irónicamente, el peor resultado del partido fue en la vecina circunscripción de Saint George North West, donde Siddiqui Sylvester fue el único aspirante del partido que perdió su depósito con un 10,98 %. En general, el partido experimentó una ligera hemorragia de votos ante el NNP en las áreas urbanas y ante el GULP en las áreas rurales y, aunque logró mantener un electorado estable, la atomización electoral que caracterizó la elección implicó que esto le costara al partido la victoria en varias circunscripciones ajustadas.
El Partido Laborista Unido de Granada, liderado por Eric Gairy, experimentó por única vez desde la invasión de Granada un pequeño aumento en su número de votos y logró un 26,55 % de los sufragios válidamente emitidos. No obstante, la división de votos con otros partidos en áreas rurales le impidieron ganar escaños y retuvo solo dos circunscripciones, Saint Andrew South West con 	Clarence Rapier y Saint Andrew South East con 	Michael Baptiste. Gairy volvió a fracasar en recuperar su escaño en Saint George South, ubicándose 134 votos por detrás del aspirante del NNP, Mark Isaac. Fue la última elección en la que el GULP compitió bajo el liderazgo de Gairy antes de su muerte en 1997, y la última vez que obtuvo representación parlamentaria por medios electorales. Los demás partidos (incluyendo El Partido Nacional) no lograron representación parlamentaria y la mayoría de sus candidatos perdieron sus depósitos.
|  | 32.34 % |

|  | 30.59 % |

|  | 26.56 % |

|  | 6.47 % |

|  | 1.59 % |

|  | 0.15 % |

|  | 0.04 % |

|  | 2.25 % |

|  | 99.16 % |

|  | 0.84 % |

|  | 100.00 % |

|  | 61.74 % |

### Resultados por circunscripción
|  | 33.80 % |

|  | 32.83 % |

|  | 20.33 % |

|  | 6.50 % |

|  | 4.82 % |

|  | 1.72 % |

|  | 100.00 % |

|  | 35.53 % |

|  | 28.94 % |

|  | 24.57 % |

|  | 10.96 % |

|  | 100.00 % |

|  | 30.53 % |

|  | 23.25 % |

|  | 22.76 % |

|  | 21.65 % |

|  | 1.83 % |

|  | 100.00 % |

|  | 32.07 % |

|  | 31.14 % |

|  | 24.90 % |

|  | 9.99 % |

|  | 1.55 % |

|  | 0.27 % |

|  | 0.08 % |

|  | 100.00 % |

|  | 29.95 % |

|  | 28.92 % |

|  | 25.24 % |

|  | 14.52 % |

|  | 1.38 % |

|  | 100.00 % |

|  | 34.44 % |

|  | 32.37 % |

|  | 32.07 % |

|  | 1.89 % |

|  | 1.34 % |

|  | 0.32 % |

|  | 100.00 % |

|  | 32.94 % |

|  | 31.15 % |

|  | 26.66 % |

|  | 6.87 % |

|  | 2.25 % |

|  | 0.12 % |

|  | 100.00 % |

|  | 50.94 % |

|  | 24.76 % |

|  | 20.44 % |

|  | 2.11 % |

|  | 1.51 % |

|  | 0.24 % |

|  | 100.00 % |

|  | 69.58 % |

|  | 18.95 % |

|  | 10.98 % |

|  | 0.49 % |

|  | 100.00 % |

|  | 44.56 % |

|  | 28.84 % |

|  | 23.47 % |

|  | 1.79 % |

|  | 1.34 % |

|  | 100.00 % |

|  | 35.72 % |

|  | 32.12 % |

|  | 29.13 % |

|  | 1.56 % |

|  | 1.29 % |

|  | 0.19 % |

|  | 100.00 % |

|  | 44.50 % |

|  | 26.70 % |

|  | 24.19 % |

|  | 4.14 % |

|  | 0.47 % |

|  | 100.00 % |

|  | 31.25 % |

|  | 24.11 % |

|  | 21.74 % |

|  | 11.83 % |

|  | 8.10 % |

|  | 2.72 % |

|  | 0.25 % |

|  | 100.00 % |

|  | 33.68 % |

|  | 31.66 % |

|  | 29.65 % |

|  | 3.63 % |

|  | 1.25 % |

|  | 0.15 % |

|  | 100.00 % |

|  | 39.14 % |

|  | 29.38 % |

|  | 25.74 % |

|  | 5.74 % |

|  | 100.00 % |